# Tech N9ne
Аарон Донтез Йейтс (англ. Aaron Dontez Yates; род. 8 ноября 1971), сценический псевдоним Tech N9ne (Тек Найн) — рэпер из Канзас-Сити, штат Миссури. В 1999 году Йейтс и бизнесмен Трэвис О'Гуин основали звукозаписывающий лейбл Strange Music. За свою карьеру Йейтсом было продано более двух миллионов копий своих альбомов, его музыка используется на телевидении, в фильмах и видеоиграх. В 2009 году он выиграл награду «MTV» за композицию «Leave Me Alone» c альбома K.O.D. Известен как Underground King.
Иногда позиционирует себя как самый успешный независимый исполнитель в мире.
Сценическое имя артиста дано ему рэпером Black Walt за его быстрый стиль рифмы и происходит от TEC-9 — названия самозарядного пистолета. Карьера рэпера длится уже более двадцати лет.

## Биография
Аарон родился 8 ноября 1971 года в Канзас-Сити, штат Миссури, в религиозной семье: мать была христианкой, отчим — мусульманином. Вероятно, эта смесь вероисповеданий обусловила особое мировоззрение Тека, которое он называет симбиозом христианства и ислама, и нашла отражение в его творчестве. Мать Аарона страдала от эпилепсии и психических расстройств, некоторое время им приходилось скрываться от ее любовника и они жили у тёти Аарона, Айзиды, в г. Куиндаро.
С хип-хопом Аарон познакомился в 15 лет благодаря своему дяде, давшему послушать несколько кассет. С тех пор Донтез был вынужден искать укромные места и компании, в которых он мог слушать речитативную музыку, так как в его семье крайне негативно относились к рэпу, считая субкультуру недостойной приличного общества.
Ещё в старшей школе Аарон увлекался брейк-дансом и поп-локингом, хотел научиться играть на ударных и принимал участие в первых рэп-баттлах. В старших классах он познакомился с компанией, которая позже сформировалась в группировку Bloods, но из-за частых переездов он сменил интересы и начал серьезно заниматься текстами. По воспоминаниям самого Аарона, он был так увлечен любимым делом, что пропустил школьный выпускной ради очередного выступления на разогреве у EPMD, а нарастающая с середины 1980-х популярность крэка никак не задела его, так как он был всецело поглощен музыкой. Живя в центре распространения наркотиков, Тек своими глазами видел начало, расцвет и закат локальной эры крэка. В 1991-м Аарон закончил общеобразовательную школу Southwest Science/Mathematics Magnet high school.
Позже Аарона стали интересовать наркотики и психоактивные вещества, в том числе экстази, но это не переросло в губительную привычку — через пару лет артист прекратил употреблять запрещённые вещества. В 17 лет юный Аарон уходит из дома. Первый концерт, на котором присутствовали 7 человек, состоялся в Сан-Диего, и это стало очередным стимулом для артиста.
В 2014 году умерла мать Аарона, Maude Sue-Yates Kalifah, и это наложило отпечаток на его дальнейшее творчество. Своей матери он посвятил треки «Show me a god» и «Lacrimosa». Последний он описывает как «полный слез и отчаяния».
Когда популярность Йейтса начала набирать обороты и артист стал появляться в чартах Forbes, это негативно отразилось на его отношениях с друзьями и даже близкими родственниками. Состояние Аарона оценивалось в 8 миллионов долларов, хотя по факту эта сумма принадлежала всему лейблу. Конфликты же начались из-за того, что родственники требовали Аарона отчитываться за его доходы и образ жизни, так как к тому времени он уже стал медийной личностью. Тек Найн в 2015:
Я часто злюсь из-за того, что люди, которых я люблю, отталкивают меня от себя. Поэтому это [трек «Burn it down»] мой способ сказать: «С меня хватит». Я в порядке, я иду дальше. Жгите мосты, жгите до тла. Я построю их в другом месте.
Жену Аарона звали Лекойя Лежен. От первого брака у рэпера есть две дочери, Элайа и Рэйнбоу, и сын. С 2005 года Аарон с супругой жили раздельно, в 2017-м официально оформили развод, но это привело лишь к финансовым недопониманиям и судебным искам со стороны жены.
Свою супругу Тек упоминал в треках «This ring» и «I love you but fuck you».

## Карьера

### Начало: 1990-е
В начале своей карьеры Йейтс был членом группы Black Mafia, первый трек «Kansas city», был записан в 1992 году, тогда Теку был 21 год, но об истории создания дорожки почти ничего не известно. Ранние дорожки записывались на студии MidwestSide Records. Как член группы Nnutthowze, Аарон в 1993 году подписал свой первый контракт с Perspective Records. Однако группа распалась вскоре после релиза на этом лейбле, первого и последнего альбома «Welcome to my Asylum». Сейчас в сети можно найти два трека группы и лайв-запись с выступления, но целиком альбом, скорее всего, никогда не попадет в открытый доступ. Йейтс ненадолго подписал контракт Qwest Records до переезда в JCOR Records. Тогда же он знакомится с продюсером Icy Rock. Ни на одном лейбле Аарон не задерживался надолго из-за своего противоречивого имиджа и образа, ни один продюсер в середине 1990-х не мог решить, что делать с артистом, который смешивает рэп, фанк и рок-н-ролл. Единственным выходом стало создание собственного лейбла. В 1996-м Тупак Шакур оценил ранние записи Аарона и предложил ему куплет в написанном в 1993/94 году треке «Thugs get lonely too». В том же году выходит первый официально изданный релиз — диск с треками «Mitch blade» и «Cloudy-eyed stroll» и их акапелла-версиями; в 1997-м — 12-дюймовый виниловый диск с треками «Soul Searching» (с ее ремиксом от King Tech), «Big Bad wolf» (с ее радио- и акапелла-версией) и бесплатными битами. Последняя пластинка была записана на Knocternal recordings и Midwestside records.
В 1997 году Йейтс вступил в группу The Regime, образованную рэпером Yukmouth. В том же 1997-м его попросили написать песню для саундтрека к фильму «Преступные связи» («Gang Related»), а в 1998-м Аарон стал приглашенным гостем на альбоме Yukmouth — «Thugged Out:The Albulation», который позже получил золотую сертификацию RIAA. Первый успех он увидел в группе 57th Street Rogue Dog Villians с их синглом «Let’s Get Fucked Up». В 1999 году он выпустил дебютный альбом «The Calm before the storm», спродюсированный Don Juan, как и первые треки 1996—1997 годов, а также участвовал в записи трека «The Anthem» совместно с Sway & King Tech, также были приглашены RZA, Eminem, Xzibit, Pharoahe Monch, Jayo Felony, Chino XL, KRS-One и Kool G. Rap. Трек продолжительностью почти 5 минут можно отнести к одному из первых лонгплеев, не характерных для конца 90-х. В том же году Йейтс и О’Гуин основывают лейбл Strange Music. Продюсер узнал о творчестве рэпера, услышав по радио его треки «Planet Rock» и «Let’s get cruncked up».
«The Calm before the storm» считается дебютной пластинкой исполнителя, хотя не является первым официальным изданием. Диск включает треки, записанные в период с 1996 по 1999 год и был издан под эгидой лейбла Midwestside records.
В 2000-м на том же лейбле выходит «The Worst» с треками, записанными в 1999 году. Альбом сочетает в себе черты классического мидвест- и инди-рэпа. 14-секундная «Stamina» в итоге стала визитной карточкой артиста. В 2001-м последовал переиздание «The Worst:2K Edition», в котором три трека были заменены на новые.

### 2000-е
В 2001 году Йейтс выпустил студийный альбом «Anghellic» на JCOR Records, который по сей день по праву считается классикой хорроркора наряду с альбомами Brotha Lynch Hung и Twisted Insane. Альбом открыл серию треков «Psycho bitch». Особый интерес представляют сэмлы, использованные при написании битов: от дорожек из фильмов «Восставший из ада»(1987) и «Годзилла»(1998) до мотива «К Элизе» в треке «Here I Come». В 2003-м выпущено переиздание «Anghellic:Reparation». После возникновения споров относительно продвижения альбома Йейтс и его лейбл разорвали отношения с JCOR, сумев сохранить права на альбом. С выходом диска начался наиболее коммерчески успешный период творчества Аарона, который продлится до 2013 года.
После закрытия лейбла Йейтс решил остаться на своем лейбле Strange Music. В следующем году он выпускает альбом «Absolute Power», который занимает 79 место в Billboard 200 и привлекает внимание прессы и слушателей к рэперу и его звукозаписывающей компании. Альбом становится одним из наиболее коммерчески успешных, получая тираж 358.000 копий. Альбом состоял из двух пластинок, неоспоримыми хитами стали «Here comes Tecca Nina», «Slacker», «Absolute power», «I’m a playa». Последний трек и через 16 лет используется как завершающая композиция на выступлениях артиста. В качестве сэмпла к треку «Imma Tell» используется мотив «Mambo Italiano» 1954 года, а в «I’m a Playa» это трек «We will Rock You» группы Queen. Считается, что продажи альбома выросли втрое после кампании «F.T.I.», развернутой Аароном и его лейблом. Слушатели могли бесплатно скачать альбом через официальный веб-сайт исполнителя, и это было своеобразным противостоянием кампании комиссии RIAA по борьбе со свободным распространением музыки.
2002 год — выход альбома «Celcius».
В 2006 году Йейтс выпустил альбом «Everready (The Religion)», который ознаменовал триумфальное возвращение артиста после четырехлетнего перерыва Альбом был представлен двумя дисками — непосредственно альбомом и компиляцией треков артистов Strange Music. Хит «Caribou Lou» получил «золотой» статус в 2012 году и «платиновый» в 2017-м.
В 2007-м Аарон выпускает «Misery Loves Kompany», первый в серии коллабо. Тогда же в продажу выходит альбом «Killer», вместе с которым общее число продаж Tech N9ne на сентябрь 2008 года составило 1 миллион экземпляров. В том же году Йейтс решает уйти из музыки и прекратить гастроли (об этом он говорит в треке «Last words»), но после проблем с налоговой и судебных издержек ему пришлось вернуться к музыкальной карьере.
Альбом K.O.D. (сокращённое King of darkness), выпущенный в октябре 2009 года, стал одним из самых мрачных и тяжёлых в плане смысловой нагрузки релизов артиста. Для исполнителя он стал настоящим откровением — Аарон размышляет о жизни и смерти, боге, высших силах. В том же году Tech N9ne выступает в категории «Main stage» на фестивале Rock The Bells 2009 на одной сцене с Ice Cube, Cypress Hill, EPMD, а также на юбилейном десятом фестивале Gathering of the Juggalos, который проходил в Иллинойсе.
2010 год выдался особо плодотворным. Аарон выпускает первый микстейп «Bad Season», второй EP «Seepage» и третий коллабо-альбом «The Gates Mixed Plate». Также в поддержку «K.O.D.» вышел EP «The Lost Scripts of K.O.D.» с неиспользованными на предыдущем альбоме битами.
Микстейп «Bad season», спродюсированный DJ Whoo Kid и Red Spyda, один бит, который изначально должен был быть на альбоме рэпера Game, был предложен Доктором Дре. За первую неделю релиз был продан количеством 4400 копий. На альбоме «The Gates Mixed Plate» Аарон временно отходит от своего темного образа, представляя публике треки, более приближенные к массовой культуре.

### 2011—2014
В 2011 году Аарон выпускает альбом «All 6's And 7's», который дебютирует на 4 месте в Billboard 200 и становится его самым коммерчески успешным альбомом в карьере на данный момент, а клип на трек «Am I a psycho?» набирает рекордные 49 миллионов просмотров в youtube. Результат продаж за первую неделю — 56.000 копий.
2012 год — выход альбома «Klusterfuk», спродюсированного группой iMayday!
Начало 2013 года ознаменовалось известием о подготовке к выпуску 14-го альбома «Something Else», датой выпуска которого было объявлено 30 июля 2013 года. Предварительно было сказано об участии в записи альбома таких исполнителей как Серж Танкян, Айвен Муди, Кори Тейлор и Джеймс Хэтфилд. Результат продаж за первую неделю — 58.000 копий.
В 2014 году выпущен коллабо-альбом «Strangeulation». В поддержку релиза был записан девятиминутный трек и снят клип на соответствующую композицию. В записи трека участвовали коллеги Tech N9n’a по лейблу — Ces Cru, Stevie Stone, Murs, Wrekonize, Bernz, Kutt Calhoun, Prozak и Krizz Kaliko.
Через год была записана вторая часть «Strangeulation vol.2», альбом был целиком спродюсирован штатным битмейкером лейбла Michael 'Seven' Summers. В поддержку релиза было снято 5 полноценных клипов и 5 клипов из лайв-серии сайфер.

### Special Effects. 2015-наши дни
В 2015 году выходит, пожалуй, самый яркий, экспериментальный альбом «Special effects», о создании которого рассказывает 42-минутный документальный фильм «Making of special effects». Картина состоит из чередующихся эпизодов с интервью и демонстрацией процесса записи треков. «В нашей творческой деятельности нет никаких ограничений» — смело заявляет Michael Summers. Возможно, именно эта готовность экспериментировать со звуком, создавать нечто новое, подвела к созданию шедевра.
Тематика треков довольно разнообразна. Аарон, придерживаясь специфического религиозного мировоззрения, вновь обращается к высшим силам в треке «Aw yeah?», но теперь с долей скептицизма. На альбоме есть и клубные хиты, как «No K», и композиции в жанре рэпкор («Shroud»), и совместный трек с солистом Slipknot, Corey Taylor.
На альбом также вошёл один из самых ожидаемых фитов в рэп-сообществе, трек «Speedom» c Eminem’ом, высоко оцененный фанатами лейбла. Сингл «Hood go crazy» получил статус «золотого». Результат продаж за первую неделю — 60.000 копий.
В 2016 году выходит 16-й по счету альбом «The storm», включающий 32 трека и разделенный на три смысловые части: «Kingdom», «Clown Town» и «G. Zone». На альбоме есть треки в жанре госпел, треки с элементами блюза, металла и R’n’B, а так же танцевальная композиция. Результат продаж за первую неделю — 37.500 копий.
В этом же году Аарон устраивает конкурс «Warrior built» для жителей США, по условиям которого необходимо записать куплет для трека «PTSD». Победителем стал Jay Trilogy, на совместный трек был снят клип.
«Dominion» и «Strange Reign» - альбомы, записанные в 2016—2017 и выпущенные в 2017 году, седьмой и восьмой в серии «коллабо», соответственно.
Результат продаж «Dominion» за первую неделю — 17.000 копий. В 2017-м общее количество проданных альбомов превысило 2 миллиона.
В 2018 году был выпущен альбом «Planet». В марте 2018 появились лайв записи Аарона из студии Vevo, где он исполнил треки «Don’t nobody want none» и «Comfortable». Совместный с King Iso трек «Bad Juju» вошёл в официальный саундтрек игры UFC 3.
Также практически сразу после выхода релиза Tech заявил о подготовке нового проекта «More planet», в который будут входить 10-11 треков. В начале апреля 2018-го стартовал The planet tour в поддержку нового релиза. Бэнгером альбома стал «Don’t nobody want none», посвященный «диджеям и танцевальным командам всего мира». Трек является ремейком на хит 1983 года «Al-Naafiysh».
Артист дал объемное интервью для канала Vlad TV, где рассказал о начале своей карьеры, сотрудничестве с Death Row, школьной жизни, музыке и мировоззрении.
В социальных сетях Tech N9ne поделился информацией о том, что через четыре года хочет покинуть музыкальную индустрию, но за эти последние четыре года хочет показать максимальную продуктивность и результативность работы своего лейбла.
30 марта вышел альбом Forever MC — «Forever MC», Тек поучаствовал в записи двух треков.
В марте Тек поставил очередной рекорд-его альбом «Planet» стал 19-м, попавшим в «Billboard’s Rap Album Chart» в топ-10. Таким образом, артист обогнал рэперов Gucci Mane и E-40, альбомы которых 18 раз входили в чарт.
Это достижение стало доказательством не только трудолюбия и последовательности артиста, но и преданности его фанатов, поддерживающих кумира многие годы.
В ноябре 2018 года Аарон анонсировал концерты в Румынии, Хорватии, Польше, Чехии, Швейцарии,Украине в рамках своего нового тура, а также впервые выступления в Киеве, Москве и Санкт-Петербурге. В 2019-м в Москве и Санкт-Петербурге прошли концерты в клубах Arbat Hall и Aurora, соответственно. 17 февраля 2019 состоялся концерт в Киеве (Украина) в клубе Atlas, вмести с Tech N9ne выступал Krizz Kaliko. Считается что это дебютный концерт исполнителя в Украине, но на самом концерте репер заявил что это не первое его выступление в Киеве.
19 апреля 2019 состоялась премьера «N9NA», приуроченного к 20-летию лейбла.
22 ноября 2019 года у Tech N9ne вышел EP «EnterFear Level 1». В него вошло 5 треков на личные для рэпера темы: о покойной матери, утрате веры в себя, депрессии, жестокости и воспоминаниях детства. В записи мини-альбома приняли участие Mackenzie Nicole, Nave Monjo и Krizz Kaliko.
27 марта 2020 года Tech N9ne выпустил видео на песню «Outdone», в котором борется со своими альтер эго, живущими внутри него. Песня стала синглом к 22-му студийному альбому рэпера «EnterFear». Ранее он объявил, что релиз состоится 10 апреля 2020 года.

## Сотрудничество
За всю свою карьеру Тек успел записать совместные композиции с десятками исполнителей. По его словам, сам он редко является инициатором записи фитов, в основном он предлагает наполовину готовый трек со своей партией, под ритмику и темп которого должен подстроиться второй исполнитель. Наиболее частый гость — рэпер Krizz Kaliko, сотрудничество с которым продолжается с начала 2000-х.
Один из самых ярких совместных треков — «Wither» с альбома «Special Effects». Гостем стал Кори Тейлор, фронтмен группы Slipknot, который нередко отмечал достижения Тека и его подход к тяжёлой музыке.

Сотрудничество с Tech было очевидным. Услышав мелодию «Wither», я понял, что мы сделаем нечто темное и сумасшедшее. Тихая ярость в музыке удивительна. Его группа великолепна, а их выступления просто невероятны (Corey Taylor)

Это сотрудничество воплощает мечты каждого из нас, потому что я в когорте магготов с 99-го года. Этот совместный трек напоминает американские горки! Все начинается спокойно, после чего громкость нарастает и появляется экстрим и сумасшествие. Это прекрасно! (Tech N9ne)
Артист, сотрудничество с которым продолжается более 15 лет — рэпер из Канзас-Сити Krizz Kaliko. Впервые он заявил о себе на четвертом студийном альбоме Аарона, в первое время исполнял короткие партии, хуки, припевы. Благодаря своим вокальным данным он смог не только построить сольную карьеру, но и стать незаменимым участником лейбла.
Тек и Эминем впервые пересеклись на записи трека «The Anthem» в 1999 году, общение началось намного позже. Следующим совместным треком стал «The Beast», совместный с Crooked I, вошедший в саундтрек к фильму «Левша» в 2015 году. Последним треком стал «Speedom». Инициатором записи стал сам Аарон. Трек находился в проекте около десяти лет, и Тек отправил Маршаллу лучшую из своих заготовок. Аарон был вдохновлен песней «Freedom» Ричи Хейвенса, а точнее, его выступлением на фестивале Woodstock’69. Фанаты обоих исполнителей отметили, что Эминем был техничнее, а в целом его партия вышла более удачной. Изначально Аарон хотел переписать свой куплет, однако после решил не ровняться на коллегу и оставил всё, как есть. Таким образом, рэперы отдали дань уважения ушедшему в 2013 году артисту.
Маккензи Николь (род.1999) — дочь Трэвиса О’Гуина, основателя Strange Music. Положение ее отца в музыкальной индустрии помогло ей состояться как певице. Впервые она появилась в 9-летнем возрасте на треке Аарона «Demons». Позже участвовала в записи «So lonely», «K.O.D.», «Black Ink» (Prozak). Первый сольный трек, совместный с Tech N9ne’ом, «Actin' like you know», вышел в 2016-м, дебютный альбом «The Edge» — в 2018 году.
С начала 2000-х и по сей день Аарон-один из наиболее востребованных артистов в коллаборации.

## Strangeland
Strange music — независимый американский музыкальный лейбл, специализирующийся на хип-хопе. Создан в 1999 году, основатели — Tech N9ne, Travis O’Guin, Michael Seven (сейчас — штатный продюсер). В настоящее время дистрибьютором является Fontana Distribution, за пределами США — Universal Music Group. Находится в Саммит Ли, штат Миссури. Филиалы — Strange music West, Strange Lane Records, Strange Main. Сейчас лейбл находится практически под полным контролем Аарона, который принимает участие в создании всех релизов.

### Артисты
| Артист           | Год подписания контракта |
| ---------------- | ------------------------ |
| Tech N9ne        | Основатель               |
| Krizz Kaliko     | 2006                     |
| Big Scoob        | 2009                     |
| Stevie Stone     | 2011                     |
| ¡MAYDAY!         | 2011                     |
| Prozak           | 2011                     |
| CES Cru          | 2012                     |
| Wrekonize        | 2013                     |
| MURS             | 2014                     |
| Darrein Safron   | 2015                     |
| JL               | 2015                     |
| Mackenzie Nicole | 2015                     |
| Bernz            | 2016                     |
| AboveWaves       | 2016                     |
| Joey Cool        | 2017                     |
| Jay Trilogy      | 2017                     |
| Maez301          | 2019                     |
| King Iso         | 2019                     |

### Бывшие участники
- Project Deadman (2004—2007)
- Grave Plott (2008)
- Skatterman & Snug Brim (2004—2009)
- Cognito (2009—2010)
- Young Bleed (2011—2012)
- Kutt Calhoun (2004—2014)
- Jay Rock (2010—2014)
- Brotha Lynch Hung (2009—2015)
- Rittz (2012—2017)

## Стиль
Спустя почти 20 лет после выхода первого сольного альбома Аарон заявляет, что он с каждым годом становится лучшей версией самого себя, продолжает расти и развиваться. За долгие годы становления он смог интегрировать в рэп элементы метала, блюза, джаза, госпел-мотивы. Пик жанрового разнообразия был достигнут в конце 2000-х, а сейчас Тек все чаще обращается к классическим формам, характерным для рэпа. Также он утверждает, что меньше места в творчестве отводит под сценические образы, и то, что многие годы пряталось под слоями грима и маской, теперь выходит наружу.
Хотя Аарона и называют одним из самых техничных рэперов, акцент он делает не на скорости флоу, а на эффектном звучании. Рэпер пишет треки с расчетом на то, чтобы комфортно чувствовать себя на сцене, и поэтому больше внимания уделяет не технике, а сохранению дыхания. Ещё одна особенность флоу — частая смена схем рифмовки. Например, в треке «Klusterfuk» флоу был изменён 10 раз за куплет. Иногда Тек пытается приблизить звучание флоу к звучанию ударных инструментов, как бонго, и такая имитация стала вполне успешным приемом в создании музыки. Тем не менее, у артиста есть свои рекорды скорости. В треках «So dope» и «Speed of sound» она составляет 9.3 слога в секунду, в «Midwest choppers 2» Аарон разгоняется до 9.4 слогов в секунду. Для сравнения, рекорд Эминема в треке «Majesty»-10.2 слогов в секунду. Абсолютный рекорд, установленный рэпером Twista и занесённый в Книгу рекордов Гиннеса, составляет 10.87 слогов.
Важную роль играет вокал. Низкий голос артиста позволяет ему использовать дисторшн («расщепление») — приём из экстремального вокала, дающий резкий металлизированный голос, которым можно выражать целый спектр эмоций (треки «Riot maker», «URALYA»). Наиболее часто дисторшн применяется в панк-роке и хард-роке в сочетании с электро- и бас-гитарой. Кроме Тека дисторшн использует DMX, и именно этот стиль стал одним из аспектов его популярности.
В треках Аарона прослеживается тяга к тематике поиска высших сил, чего-то неподвластного человеку. Свой интерес к мифическому и потустороннему Тек воплощает в своих образах. На обложке «K.O.D.» некая черная субстанция вытекает из рукавов костюма Тека, на обложке «Seepage» она вытекает из глаз, а на «Boiling point» она стекает с головы, закрывая все лицо. Сам Аарон утверждает, что это символ печали, сумасшествия и злобы; материи, окутывающей весь разум. В целом Тек отрицает табу и запретные темы в творчестве.
На вопросы о мамбл-рэпе, набравшем обороты в 2017 году, Тек отвечает равнодушно — каждый ищет свой способ заработка, а новое направление явно имеет право на существование, как и множество других стилей.
Также существует достаточно мало записей выступлений Тека. Скорее, всего, это связано с изначальным позиционированием себя андерграунд-артистом и противопоставлением индустрии, как следствие-немногочисленной рекламой. Обычно рэпер ограничивается короткими видео- и фотоотчетами с концертов.
Неотъемлемой частью образа в конце 1990-х — начале 2000-х были высокие прически, волосы, окрашенные в красный, костюмы с характерной символикой. С 1994 года и по сей день Тек использует самый разнообразный грим, а с 2014 года — маски. Скорее всего, такой образ сформировался под влиянием группы Slipknot, фанатом которой Тек является с 1999 года. По словам самого Аарона, особое влияние на него оказали такие группы, как N.W.A., Public Enemy, Metallica, AC/DC, The Doors, Led Zeppelin.

Я никогда не мог существовать в рамках. И никогда не буду. Таков дух Strange music— Tech N9ne

## Дискография

### Раннее творчество, записи 1992—1997 гг.
- 1992: Kansas city
- 1994: I can get grim, Smoking on that indo (сохранившиеся треки с альбома «Welcome to my Asulym»)
- 1995: Virus
- 1996: Cloudy eyed stroll/Mitch blade CD, Thugs get lonely too (Tech N9ne & Tupac Shakur)
- 1997: Deeper (ft. Kutt Calhoun), They like that shit (ft. Who Wride), Same thing make you laugh (ft. Who Wride), Questions, Soul Searchin/Big Bad wolf CD

### В составе 57th Street Rogue Dog Villians
- 1998: It’s on now
- 1999: My dogs for life
- 2002: Roguish ways
- 2007: New world hustle:Street edition

### Сольные студийные альбомы
- 1999: The Calm Before the Storm
- 2000: The Worst
- 2001: Anghellic
- 2002: Celcius
- 2002: Absolute Power
- 2006: Everready (The Religion)
- 2008: Killer
- 2009: K.O.D.
- 2011: All 6's And 7's
- 2013: Something Else
- 2015: Special Effects
- 2016: The Storm
- 2018: Planet
- 2019: N9NA
- 2020: EnterFear
- 2021: Asin9ne
- 2023: BLISS

### Коллабо-альбомы
- 2007: Misery Loves Company
- 2009: Sickology 101
- 2010: The Gates Mixed Plate
- 2011: Welcome To Strangeland
- 2014: Strangeulation
- 2015: Strangeulation, Vol. II
- 2017: Dominion
- 2017: Strange Reign

### Мини-альбомы (EP)
- 2010: The Lost Scripts of K.O.D.
- 2010: Seepage
- 2012: Klusterfuk
- 2012: E.B.A.H.
- 2012: Boiling Point
- 2013: Therapy (Sessions With Ross Robinson)
- 2019: EnterFear Level 1
- 2020: EnterFear Level 2

### Микстейпы
- 2010: Bad Season (with DJ Whoo Kid)

### Коллабо-микстейпы
- 2011: Amafrican Psycho

## Видеография
| Год                              | Название                            | Продюсер                                   | Исполнители |
| В качестве главного артиста      | В качестве главного артиста         | В качестве главного артиста                | В качестве главного артиста |
| -------------------------------- | ----------------------------------- | ------------------------------------------ | --- |
| 2002                             | «Slacker»                           | Ben Mor                                    | н/д |
| 2003                             | «Here Comes Tecca Nina»[A1]         | Ben Meade                                  | н/д |
| 2003                             | «Imma Tell»                         | Christopher Horvath                        | н/д |
| 2004                             | «I’ll Pass»[A2]                     | Fearless Eye                               | н/д |
| 2006                             | «Bout Ta' Bubble»                   | Prozak                                     | н/д |
| 2007                             | «That Owl»[A6]                      | Josiah M. Jones                            | н/д |
| 2008                             | «Like Yeah»                         | Estevan Oriol                              | н/д |
| 2009                             | «Red Nose»                          | Dan Gedman                                 | н/д |
| 2009                             | «Show Me a God»                     | Dan Gedman                                 | н/д |
| 2009                             | «Leave Me Alone»                    | Dan Gedman                                 | н/д |
| 2009                             | «Low»                               | Dan Gedman                                 | н/д |
| 2010                             | «O.G.»                              | Dan Gedman                                 | н/д |
| 2010                             | «KC Tea»                            | Dan Gedman                                 | н/д |
| 2010                             | «Ego Trippin'»                      | Dan The Man                                | н/д |
| 2011                             | «Mama Nem»                          | Dan Gedman                                 | н/д |
| 2011                             | «He’s a Mental Giant»               | Dan Gedman                                 | н/д |
| 2011                             | «Who Do I Catch»                    | Dan Gedman                                 | |
| 2012                             | «Am I a Psycho?»                    | Dan Gedman                                 | featuring B.o.B and Hopsin |
| 2012                             | «E.B.A.H»                           | Anthony Devera                             | н/д |
| 2012                             | «Don’t Tweet This»                  | Anthony Devera                             | н/д |
| 2012                             | «URALYA»                            | Anthony Devera                             | н/д |
| 2012                             | «Alone»                             | Anthony Devera                             | н/д |
| 2013                             | «So Dope (They Wanna)»              | Anthony Devera                             | featuring Snow tha Product, Twisted Insane and Wrekonize                                                                                      |
| 2013                             | «Straight Out the Gate»             | Casey Patrick Tebo                         | featuring Krizz Kaliko and Serj Tankian |
| 2013                             | «B.I.T.C.H.»                        | Dan Gedman                                 | featuring T-Pain |
| 2013                             | «Party the Pain Away»               | Anthony Devera                             | featuring Liz Suwandi |
| 2013                             | «Love 2 Dislike Me»                 | Anthony Devera                             | featuring Tyler Lyon and Liz Suwandi |
| 2013                             | «Dwamn»                             | Anthony Devera                             | н/д |
| 2014                             | «Fragile»                           | Anthony Devera                             | featuring Kendal Morgan, Kendrick Lamar and ¡Mayday!                                                                                          |
| 2014                             | «Strangeulation Cypher»             | Anthony Devera                             | featuring Godemis, Stevie Stone, Murs, Wrekonize, Bernz, Kutt Calhoun, Ubiquitous, Prozak and Krizz Kaliko                                    |
| 2014                             | «Hard (A Monster Made It)»          | Anthony Devera                             | featuring Murs |
| 2014                             | «Over It»                           | Anthony Devera                             | featuring Ryan Bradley |
| 2014                             | «Fear»                              | Anthony Devera                             | featuring Mackenzie O’Guin |
| 2015                             | «Aw Yeah (interVENTion)»            | Jason Cantu                                | н/д |
| 2015                             | «Hood Go Crazy»                     | Mike Marasco                               | featuring 2 Chainz and B.o.B |
| 2015                             | «On the Bible»                      | Jason Cantu                                | featuring T.I. and Zuse |
| 2015                             | «No K»                              |                                            | featuring E-40 and Krizz Kaliko |
| 2015                             | «Roadkill»                          |                                            | with Excision |
| 2015                             | «We Just Wanna Party»               |                                            | featuring Rittz and Darrein Safron |
| 2015                             | «PBSA»                              |                                            | featuring Ces Cru |
| 2015                             | «Strangeulation Vol. II Cypher I»   |                                            | н/д |
| 2015                             | «Strangeulation Vol. II Cypher II»  |                                            | featuring Stevie Stone and Ces Cru |
| 2015                             | «Burn It Down»                      |                                            | featuring Ryan Bradley |
| 2015                             | «Strangeulation Vol. II Cypher IV»  |                                            | featuring Krizz Kaliko, Rittz and Prozak |
| 2015                             | «Blunt and a Ho»                    |                                            | featuring Murs and Ubiquitous |
| 2016                             | «Strangeulation Vol. II Cypher III» |                                            | featuring Big Scoob and JL B. Hood |
| 2016                             | «Strangeulation Vol. II Cypher V»   |                                            | featuring Murs, Bernz and Wrekonize |
| 2016                             | «Push Start»                        |                                            | featuring Big Scoob |
| 2016                             | «Erbody but Me»                     |                                            | featuring Bizzy and Krizz Kaliko |
| 2016                             | «What If It Was Me»                 |                                            | featuring Krizz Kaliko |
| 2017                             | «Get off me»                        |                                            | featuring Problem, Darrein Safron |
|                                  | «Drama»                             | Seven                                      | featuring Krizz Kaliko |
|                                  | «PTSD»                              | Seven                                      | featuring Krizz Kaliko, Jay Trilogy |
|                                  | «Brand New Hunnids»                 | Jeffery James II                           | featuring JL, Rittz, Jeff James |
| 2018                             | «Don’t nobody want none»            | Seven                                      | |
|                                  | «Brightfall»                        | Joseph Bishara                             | |
| 2019                             | «Like I Ain’t»                      |                                            | |
|                                  | «I Caught Crazy»                    |                                            | |
| В качестве приглашенного артиста |                                     |                                            | |
| 1999                             | «My Dogs 4 Life»[A3]                |                                            | 57th Street Rogue Dog Villians[sic] featuring Tech N9ne                                                                                       |
| 2000                             | «The Anthem»                        | Jeff Richter Sway & King Tech              | Sway & King Tech featuring Chino XL, Eminem, Jayo Felony, Kool G Rap, KRS-One, Pharoahe Monch, RZA, Tech N9ne and Xzibit                      |
| 2004                             | «I Gotta Know»[A4][A5]              | Spencer Susser                             | FiggKidd featuring Red Foo and Tech N9ne |
| 2005                             | «Sick Sick 'Em»[A5]                 |                                            | J-Flo featuring Tech N9ne |
| 2007                             | «City 2 City»                       |                                            | Kottonmouth Kings featuring Krizz Kaliko and Tech N9ne                                                                                        |
| 2009                             | «Salue»                             |                                            | Big Scoob featuring Tech N9ne |
| 2009                             | «Bollywood Chick»                   | DJ Skee                                    | Swollen Members featuring Tre Nyce and Tech N9ne                                                                                              |
| 2010                             | «Midwest Explosion»                 | Deji LaRay                                 | Stevie Stone featuring Tech N9ne |
| 2010                             | «Believer»                          | Anthony Ernest Garth                       | Bizarre featuring Nate Walka and Tech N9ne |
| 2010                             | «Naked (Boom Boom Room)»            | Dan Gedman                                 | Kutt Calhoun featuring Tech N9ne |
| 2010                             | «2010 Wake Up Show Anthem»          |                                            | Sway & King Tech featuring B-Real, Crooked I, DJ Jazzy Jeff, DJ Qbert, DJ Revolution, Kam Moye, Locksmith, Ras Kass, RZA, Tajai and Tech N9ne |
| 2010                             | «Elevator»                          | Dan Gedman                                 | Krizz Kaliko featuring Tech N9ne |
| 2011                             | «For The MO»                        | Chuck Browne                               | The Popper featuring Donta Slusha, Ron Ron and Tech N9ne                                                                                      |
| 2011                             | «All That I Know»                   | Philly Fly Boy                             | Trae featuring Brian Angel, Mystikal and Tech N9ne                                                                                            |
| 2012                             | «Midwest Meltdown»                  | Morocco Vaughn                             | T.T. featuring Tech N9ne and Twista |
| 2012                             | «Badlands»                          | Dan Gedman                                 | ¡Mayday! featuring Tech N9ne |
| 2012                             | «Abu Dhabi»                         |                                            | Krizz Kaliko with 816 Boyz |
| 2012                             | «Enemy»                             | Prozak                                     | Prozak featuring Tech N9ne |
| 2012                             | «Zombie»                            | E-40                                       | E-40 featuring Brotha Lynch Hung and Tech N9ne                                                                                                |
| 2012                             | «808 Bendin'»                       | Deji LaRay                                 | Stevie Stone featuring Tech N9ne |
| 2012                             | «Bloody Murdah (Remix)»             | Anthony Devera                             | Rittz featuring Tech N9ne |
| 2013                             | «Juice»                             | Anthony Devera                             | Ces Cru featuring Tech N9ne |
| 2013                             | «I Been Dope»                       | Dan Gedman                                 | Kutt Calhoun featuring Tech N9ne |
| 2013                             | «Go Nutz»                           | Jae Synth                                  | The Regime |
| 2013                             | «Dreaming»                          | Garcia                                     | N.O.R.E. featuring ¡Mayday! and Tech N9ne |
| 2013                             | «Freak»                             | Anthony Devera                             | Wrekonize featuring Tech N9ne |
| 2013                             | «Holla-Loo-Yuh»                     | R.A. the Rugged Man and Mike Quill         | R.A. the Rugged Man featuring Krizz Kaliko and Tech N9ne                                                                                      |
| 2013                             | «Salute Me»                         |                                            | Tali Blanco featuring Tech N9ne |
| 2013                             | «Last One Standing»                 | Bernz                                      | ¡Mayday! featuring Tech N9ne |
| 2013                             | «Sound Of Unity»                    | Anthony Devera                             | Yas featuring Tech N9ne |
| 2014                             | «Pop It for a Player» (Remix)       | Dr. Csalohcin                              | Psych Ward Druggies featuring E-40, Tech N9ne and The Game                                                                                    |
| 2014                             | «Crisis»                            | Anthony Devera                             | Twista featuring Tech N9ne |
| 2014                             | «Power Play»                        | Anthony Devera                             | Ces Cru featuring Tech N9ne |
| 2015                             | «Great»                             | HDTAYFILMS                                 | Necessary featuring Tech N9ne |
| 2015                             | «Heemin'»                           |                                            | Mac Duna featuring Fa$e, Mac Dre and Tech N9ne                                                                                                |
| 2015                             | «Ohh Noo»                           | Zach Zubko                                 | Chris Webby featuring Jarren Benton and Tech N9ne                                                                                             |
| 2015                             | «Rain Dance»                        |                                            | Stevie Stone featuring Mystikal and Tech N9ne                                                                                                 |
| 2015                             | «Ghost»                             | Kyle Harbaugh                              | Prof featuring Tech N9ne |
| 2015                             | «Purgatory»                         |                                            | Prozak featuring Tech N9ne and Krizz Kaliko                                                                                                   |
| 2016                             | «Know It»                           | Seven                                      | iMayday featuring Tech N9ne, Stige |
| 2016                             | «Actin Like you know»               | Seven                                      | Mackenzie Nicole featuring Tech N9ne |
| 2017                             | «Let go»                            | Seven                                      | Big Scoob featuring Tech N9ne and Darrein Safron                                                                                              |
| 2017                             | «Cold piece of work»                | Seven                                      | JL featuring Tech N9ne, Jay Trilogy and Joey Cool                                                                                             |
| 2018                             | «Same way»                          | Seven                                      | Murs featuring Tech N9ne |
| 2018                             | «Long Night»                        | Seven                                      | iMayday featuring Tech N9ne |
|                                  | «I won’t quit»                      |                                            | King Iso featuring Tech N9ne and Awating Eli                                                                                                  |
|                                  | «Run up»                            | Seven                                      | iMayday! Tech N9ne |
| 2019                             | «Youtube Rapper»                    |                                            | Token featuring Tech N9ne |
|                                  | «Drop it»                           |                                            | Black Oxygen featuring Tech N9ne, Young Miller and TROY                                                                                       |
| В качестве камео                 |                                     |                                            | |
| 1999                             | «Still Ballin'»                     | Craig Henry                                | Yukmouth |
| 2004                             | «Rap Game»                          | Gobi M. Rahimi                             | MC Breed |
| 2005                             | «Rockstar»                          | Anthony Ernest Garth                       | Bizarre |
| 2007                             | «White Trash Life»                  | Bryan Heiden                               | Big B |
| 2008                             | «Killer Collage»                    | Necro                                      | Mr. Hyde |
| 2009                             | «Bunk Rock Bitch»                   | Dan Gedman                                 | Kutt Calhoun |
| 2009                             | «Black President to Represent Me»   | V                                          | The Popper |
| 2009                             | «Misunderstood»                     | Dan Gedman                                 | Krizz Kaliko |
| 2009                             | «That’s Tha Homie»                  | Snoop Dogg Ted Chung                       | Snoop Dogg |
| 2010                             | «Juggalo Island»                    | Paul Andresen                              | Insane Clown Posse |
| 2010                             | «Last Call»                         |                                            | Txx Will |
| 2010                             | «Red and Yellow»                    |                                            | Irv Da Phenom featuring B Double E and Cash Image                                                                                             |
| 2011                             | «Man In My City (Remix)»            | Kamera Man                                 | Nesto the Owner featuring Bishop Young Don, Cash Image, Rondoe, The Popper, V.V. and Xta-C                                                    |
| 2011                             | «All I Kno Is Hood»                 | Dan Gedman                                 | Big Scoob featuring Krizz Kaliko |
| 2011                             | «Too Gangsta»                       |                                            | Txx Will |
| 2011                             | «Changes»                           | Justin Marmorstein                         | Ces Cru |
| 2011                             | «Hotboxin the Van»                  | Bert Trevino                               | Baby Bash, Marcus Manchild and Paul Wall |
| 2012                             | «Until Then»                        | Prozak                                     | Prozak |
| 2012                             | «Damage»                            | Krizz Kaliko and Anthony Devera            | Krizz Kaliko featuring Snow Tha Product |
| 2013                             | «The Reason»                        | Anthony Devera                             | Stevie Stone featuring Spaide Ridder |
| 2015                             | «Choices (Yup)»                     | Ben Griffin                                | E-40 |
| 2016                             | «Stop the world»                    |                                            | Krizz Kaliko |
| 2017                             | «Chop Suey»                         | Brotha Lynch Hung, Iso, and Twisted Insane | Twisted Insane featuring Brotha Lynch Hung and Iso                                                                                            |

## Концертные туры
- 2002: Sprite Liquid Mix Tour
- 2003: The Wicked Wonka Tour (33) совместно с Kottonmouth Kings
- 2004: Absolute Power Tour
- 2007: Strange Noize Tour (42)
- 2008: Fire and Ice Tour (52)
- 2009: Sickology 101 Tour, K.O.D. Tour
- 2010: Independent Grind Tour (43), Strange Days Tour (36)
- 2011: The Lost Cities Tour, Strange Noize Tour (20), Eurotech Tour
- 2012: Hostile Takeover Tour (90)
- 2013: Independent Powerhouse Tour (50), Something Else Tour (62)
- 2014: Band of Psychos Tour, Independent Grind Tour
- 2015: Special Effects Tour
- 2016: Australia/New Zealand Tour (11), Independent Powerhouse Tour, The calm before the storm (43)
- 2017: Strange Reign Tour (68)
- 2018: The Planet Tour (66), New Zealand Tour (2), Independent Grind Tour (50)
- 2019: European Tour (27), Canada Tour (17), It goes up (51)

(*) — количество концертов

## OST

### Телевидение
- 2009: Unsung (эпизод на MTV1)
- 2013: When I Was 17 (эпизод на MTV2)

Также Аарон участвовал в шоу «Dark Angel», «I’m from Rolling Stone», «Warren The Ape», «Spike Guys' Choice Awards»

### Художественные фильмы
- 2003: Das Bus
- 2006: Jack’s Law
- 2010: Big money rustlas
- 2014: Vengeance
- 2015: Night of the living dead: Origins
- 2015: The Devil’s Carnival 2

### Документалистика
- 2004: T9X: The Tech N9ne Experience
- 2008: The Psychumentary
- 2010: K.O.D. Tour (Live in Kansas city DVD)
- 2011: EuroTech tour
- 2015: Making of Special Effects

### OST
- 1997 — фильм «Gang related» («Questions»)
- 1999 — фильм «Thicker than water» («Planet Rock»)
- 2003 — фильм «Beef» («Beef», «Snake ya»)
- 2005 — игра 25 to life («My wife, my bitch, my girl»)
- 2005 — игра Madden NFL’06 («The Beast»)
- 2006 — фильм «Alpha Dog» («Caribou Lou», «Slither», «Night and day», «La La Land»)
- 2008 — игра Midnight club: LA («Everybody move»)
- 2009 — фильм «The life of lucky cucumber» («Donte esta la fiesta»)
- 2010 — игра EA Sports MMA («The Beast»)
- 2011 — фильм «Born racer» («Let’s go»)
- 2014 — игра The Crew («Dwamn»)
- 2015 — фильм «Devil’s carnival» («Hittin on all sevens»)
- 2015 — фильм «Jaco» («Shine»)
- 2015 — фильм «Southpaw» («Beast»)
- 2015 — сериал «Ballers» («Hood go crazy»)
- 2016 — фильм «Why him?» («Speedom»)
- 2018 — игра UFC3 («Bad Juju»)
- 2018 — игра WWE 2K18 («Straight out the gate», «Last One Standing»)

## Прочее
- Первая сохранившаяся запись Аарона, датирующаяся 1992 годом, «Kansas city», посвящается его родному городу. Позже артист в треках неоднократно делает отсылки к Канзасу, а спустя 27 лет, записывает трек «Red Kingdom», посвященный команде по американскому футболу Kansas City Chiefs.
- Первая сохранившаяся видеозапись-выступление Тек Найна в составе группы Nnutthowze в 1994 году в Лос-Анджелесе, в курортном районе Venice. Выступление проходило на локальном мероприятии, без аппаратуры и сопровождения.
- Tech N9ne неоднократно заявлял о намерениях уйти из музыки. В первый раз это произошло в 2002 году, уход был обоснован желанием проводить больше времени с семьёй, период затишья длился 4 года и был прекращен из-за финансовых трудностей. В 2018-м Аарон заявил, что планирует покинуть индустрию через 4 года, то есть в возрасте 50-ти лет.
- В 2018-м Аарон запускает коллаборацию с компанией Boulevard Brewing Co. и выпускает напиток Bou Lou (отсылка к треку Caribou Lou). Кампания проходит успешно.
- Видеоработы артиста загружаются на два официальных Ютуб-канала — TechN9neVevo и Strange Music Inc. На февраль 2019 года самыми популярными клипами являются «Am I a Psycho», «Fragile», «Erbody but me», «B.I.T.C.H.» и «Straight out the gate» с 54, 39, 32, 31 и 23 миллионами просмотров, соответственно.
- Парадоксально, но Аарон остаётся одновременно мейнстрим- и андерграунд-артистом, который, согласно своему образу, противостоит индустрии. Тек может выступать в небольших европейских клубах, не номинироваться на музыкальные награды, не следовать за трендами и не претендовать на коллаборации с именитыми артистами. В то же время многие годы подряд он выступает на таких фестивалях, как Knotfest, Rocklahoma, MTL, Rock on the Range (на данный момент крупнейший рок-фестиваль в США). Также в 2014 году Tech N9ne собрал 70-тысячный стадион в Канзас-Сити.

## Награды

### mtvU Woodie Awards
| Год  | Номинант  | Награда           | Результат |
| ---- | --------- | ----------------- | --------- |
| 2009 | Tech N9ne | Left Field Woodie | Победа    |